# Râul Bar
Bar este un râu în nordul Franței. Izvorăște din departamentul Ardennes lânga localitatea Autruche, în regiunea Argonne. Are o lungime de 61,7 km, un debit mediu de 5,6 m³/s și un bazin de 425 km². Se varsă în Meuse pe teritoriul localității Vrigne-Meuse în aval de Sedan. Pe mare parte din lungimea sa, râul este canalizat, făcând parte din Canalul dintre Meuse și Aisne.